# Vildan Kardeşler
Vildan Kardeşler (* 24. Februar 1998 in Steinfurt) ist eine deutsch-türkische Fußballspielerin. Seit dem 1. Juli 2024 ist sie Vertragsspielerin des Hamburger SV.

## Karriere

### Vereine
Kardeşler begann beim SV Burgsteinfurt, einem im Steinfurter Ortsteil ansässigen Mehrspartensportverein, mit dem Fußballspielen. Im Januar 2016 wurde sie – noch nicht 18 Jahre alt – vom SV Meppen unter Vertrag genommen. In der Gruppe Nord der seinerzeit zweigleisigen 2. Bundesliga wurde sie in acht Punktspielen eingesetzt. Ihr Debüt im Seniorinnenbereich gab sie am 14. Februar 2016 (12. Spieltag) bei der 0:4-Niederlage im Heimspiel gegen den MSV Duisburg als Einwechselspielerin in der 68. Minute. Ihr erstes Tor gelang ihr am 8. Mai 2016 (21. Spieltag) beim 3:0-Sieg im Auswärtsspiel gegen den BV Cloppenburg mit dem Treffer zum 1:0 in der zwölften Minute. In der Folgesaison bestritt sie infolge einer Leistenverletzung am 21. August 2016 sieben Punktspiele in der Rückrunde und blieb ohne Torerfolg.
Mit dem erfolgreichen Abschluss am Steinfurter Gymnasium Arnoldinum strebte sie ein Studium im Hauptfach Psychologie in den Vereinigten Staaten an. An der University of Pittsburgh bestritt sie als Freshman in der Spielzeit 2017 für das Sport-Team, die Panthers, 18 Meisterschaftsspiele in der Atlantic Coast Conference und erzielte zwei Tore; als Sophomore verpasste sie Einsätze in der Spielzeit 2018 aufgrund einer Verletzung. Als Redshirt erzielte sie in der Spielzeit 2019 drei Tore in 16 Meisterschaftsspielen.
Ihr Studium setzte sie an der Arizona State University in Phoenix als Junior fort. Für das Sport-Team, die Sun Devils, bestritt sie in der ins Frühjahr 2021 verlegten Spielzeit 2020 sechs Meisterschaftsspiele, in denen ihr ein Tor gelang. In der Spielzeit 2021 kam sie vom 28. Oktober bis zum 5. November noch einmal in drei Spielen zum Einsatz.
Mit Studienabschluss nach Deutschland zurückgekehrt, wurde sie von Bayer 04 Leverkusen für die restlichen Rückrundenspiele der Saison 2021/22 verpflichtet. Dem Kader der Bundesligamannschaft gehörte sie an den Spieltagen 16 und 17 an – ohne jedoch eingesetzt worden zu sein. Für die zweite Mannschaft bestritt sie am 27. Februar 2022 (17. Spieltag) und am 27. März 2022 (21. Spieltag) die beiden Heimspiele gegen die Sportfreunde Siegen (5:5) und Alemannia Aachen (2:3) in der drittklassigen Regionalliga West.
Zur Saison 2022/23 kehrte sie an ihre ehemalige Wirkungsstätte im Emsland zurück. Für den in der Bundesliga spielenden SV Meppen bestritt sie elf Punktspiele, in denen ihr ein Tor gelang, sowie zwei Vereinspokalspiele. Am Saisonende stieg sie mit ihrer Mannschaft in die 2. Bundesliga ab.
Im Juni 2024 wurde ihr Wechsel zum Zweitligisten Hamburger SV bekannt, mit dem sie in der Saison 2024/25 als Tabellendritter den Aufstieg in die Bundesliga schaffte und das Halbfinale des DFB-Pokals erreichte, wobei sie wettbewerbsübergreifend in 26 Spielen zum Einsatz kam und sechs Tore erzielte.

### Auswahl-/Nationalmannschaft
Kardeşler kam als Spielerin und Spielführerin der U18-Auswahlmannschaft des Fußball- und Leichtathletik-Verbandes Westfalen vom 1. bis zum 4. Oktober 2015 in vier Turnierspielen um den DFB-Länderpokal an der Sportschule Wedau in Duisburg zum Einsatz. Mit drei Siegen und einem Remis wurde der Länderpokal errungen.
Als Nationalspielerin debütierte sie in der U16-Nationalmannschaft, die am 3. September 2013 in Jessheim das in Freundschaft ausgetragene Länderspiel gegen die U16-Nationalmannschaft Norwegens gewann. Im zweiten Vergleich, der zwei Tage später an selber Stätte stattfand, wurde sie beim 3:0-Sieg ebenfalls eingesetzt. Mit der Mannschaft nahm sie ein Jahr später zudem am Turnier um den Nordic-Cup teil, in dem sie in drei Spielen eingesetzt wurde und zum späteren Titel (3:0-Finalsieg über Schweden) beitragen hatte.
Am 1. September 2014 debütierte sie für die U17-Nationalmannschaft, die in Enzesfeld-Lindabrunn das in Freundschaft ausgetragene Länderspiel gegen die U17-Nationalmannschaft Frankreichs mit 3:0 gewann. Bis zum 20. Mai 2015 folgten weitere vier Freundschaftsspiele, die allesamt gewonnen wurden.
In der Zweiten Qualifikationsrunde, Gruppe 3 spielte sie mit ihrer Mannschaft gegen die U17-Nationalmannschaften von Belarus, Tschechiens und Italiens und war entsprechend der Erfolge (6:0, 5:1, 5:0) auch in der Endrunde vertreten. Nach drei Einsätzen in der Gruppe A war sie mit ihrer Mannschaft im Halbfinale der Schweizer U17-Nationalmannschaft mit 0:1 unterlegen.

## Erfolge
Nationalmannschaft
- Halbfinalist U17-Europameisterschaft 2015
- U16 Nordic-Cup-Sieger 2014

Verein
- Aufstieg 2025 in die Bundesliga

Auswahlmannschaft (Westfalen)
- U18-DFB-Länderpokalsieger 2015